# Cássio Scheid
Cássio Fernando Scheid (* 3. Januar 1994 in Arroio do Meio) ist ein brasilianischer Fußballspieler.

## Karriere
Cássio Scheid erlernte das Fußballspielen in den brasilianischen Jugendmannschaften vom EC Santo André und CA Juventus. Bei Juventus stand er von 2014 bis 2016 unter Vertrag. 2014 wurde er an den União São João EC ausgeliehen. Der São Carlos FC lieh ihn 2016 aus. Im Juli 2016 ging er nach Europa. In Portugal unterschrieb er einen Vertrag beim SC Farense. Mit dem Verein aus Faro spielte er in der dritten Liga. Am Ende der Saison 2017/18 wurde er mit dem Verein Vizemeister und stieg in die zweite Liga auf. Die Zweitligasaison 2019/20 wurde am 2. März 2020 wegen der COVID-19-Pandemie abgebrochen. Farense stand zu dem Zeitpunkt auf dem zweiten Tabellenplatz und stieg anschließend in die erste Liga auf. In der ersten Liga kam Scheid auf elf Einsätze. Im Juli 2021 wechselte er zum portugiesischen Zweitligisten Varzim SC. Für den Verein aus Póvoa de Varzim absolvierte er 32 Zweitligaspiele. Im Juni 2022 zog es ihn nach Asien, wo er in Thailand einen Vertrag beim Erstligisten BG Pathum United FC unterschrieb. Am 6. August 2022 gewann er mit BG den Thailand Champions Cup. Das Spiel gegen Buriram United im 80th Birthday Stadium in Nakhon Ratchasima gewann man mit 3:2. Am 20. Mai 2023 stand BG das Endspiel des Thai League Cup. Das Finale wurde gegen Buriram United mit 2:0 verloren. Nach insgesamt 18 Ligaspielen wurde sein Vertrag im Sommer 2023 nicht verlängert. Anfang Juli 2023 ging er nach Armenien, wo er sich dem Erstligisten FC Ararat-Armenia in Jerewan anschloss. Dort gewann er auf Anhieb den nationalen Pokal und kam dabei drei Mal zum Einsatz. Doch schon ein Jahr später wechselte Scheid weiter zum indonesischen Erstliga-Aufsteiger Malut United, der auf der Insel Halmahera beheimatet ist.

## Erfolge
BG Pathum United FC
- Thailändischer Supercup-Sieger: 2022
- Thailändischer Ligapokalfinalist: 2022/23

FC Ararat-Armenia
- Armenischer Pokalsieger: 2023/24